# Lijst van nummer 1-hits in de Nederlandse Single Top 100 in 2008
Deze hits stonden in 2008 op nummer 1 in de Nederlandse Single Top 100.
| Nummer | Datum        | Artiest                      | Titel                             |
| ------ | ------------ | ---------------------------- | --------------------------------- |
| 584    | 5 januari    | Rihanna                      | Don't stop the music              |
|        | 12 januari   | Rihanna                      | Don't stop the music              |
| 586    | 19 januari   | Mark Ronson & Amy Winehouse  | Valerie                           |
|        | 26 januari   | Mark Ronson & Amy Winehouse  | Valerie                           |
|        | 2 februari   | Mark Ronson & Amy Winehouse  | Valerie                           |
|        | 9 februari   | Mark Ronson & Amy Winehouse  | Valerie                           |
|        | 16 februari  | Mark Ronson & Amy Winehouse  | Valerie                           |
|        | 23 februari  | Mark Ronson & Amy Winehouse  | Valerie                           |
| 587    | 1 maart      | Leona Lewis                  | Bleeding love                     |
| 588    | 8 maart      | Nikki                        | Hello world                       |
|        | 15 maart     | Nikki                        | Hello world                       |
|        | 22 maart     | Nikki                        | Hello world                       |
| 589    | 29 maart     | Duffy                        | Mercy                             |
| 590    | 5 april      | Madonna & Justin             | 4 Minutes                         |
| 589    | 12 april     | Duffy                        | Mercy                             |
| 591    | 19 april     | Ticket for Tibet             | Als je ooit nog eens terug kan    |
| 590    | 26 april     | Madonna & Justin             | 4 Minutes                         |
| 592    | 3 mei        | Marco Borsato                | Wit licht                         |
|        | 10 mei       | Marco Borsato                | Wit licht                         |
| 590    | 17 mei       | Madonna & Justin             | 4 Minutes                         |
| 593    | 24 mei       | Amy Macdonald                | This is the life                  |
|        | 31 mei       | Amy Macdonald                | This is the life                  |
|        | 7 juni       | Amy Macdonald                | This is the life                  |
|        | 14 juni      | Amy Macdonald                | This is the life                  |
| 594    | 21 juni      | Wolter Kroes                 | Viva Hollandia (EK versie)        |
|        | 28 juni      | Wolter Kroes                 | Viva Hollandia (EK versie)        |
| 595    | 5 juli       | Jeroen van der Boom          | Het is over                       |
| 593    | 12 juli      | Amy Macdonald                | This is the life                  |
| 596    | 19 juli      | Jan Smit                     | Stilte in de storm                |
|        | 26 juli      | Jan Smit                     | Stilte in de storm                |
| 597    | 2 augustus   | Kid Rock                     | All summer long                   |
|        | 9 augustus   | Kid Rock                     | All summer long                   |
| 598    | 16 augustus  | Gabriella Cilmi              | Sweet about me                    |
|        | 23 augustus  | Gabriella Cilmi              | Sweet about me                    |
| 599    | 30 augustus  | Marco Borsato                | Stop de tijd                      |
| 600    | 6 september  | Nick & Simon                 | Hoe lang?                         |
| 599    | 13 september | Marco Borsato                | Stop de tijd                      |
|        | 20 september | Marco Borsato                | Stop de tijd                      |
| 601    | 27 september | BLØF                         | Oktober                           |
| 602    | 4 oktober    | Frans Bauer & Marianne Weber | Als ik met jou op de wolken zweef |
| 603    | 11 oktober   | Gerard Joling                | Ik hou d'r zo van                 |
|        | 18 oktober   | Gerard Joling                | Ik hou d'r zo van                 |
| 604    | 25 oktober   | Guru Josh Project            | Infinity 2008                     |
| 605    | 1 november   | Ilse DeLange                 | So incredible                     |
| 606    | 8 november   | Jan Smit                     | Als je lacht                      |
| 607    | 15 november  | Marco Borsato                | Dochters                          |
|        | 22 november  | Marco Borsato                | Dochters                          |
|        | 29 november  | Marco Borsato                | Dochters                          |
|        | 6 december   | Marco Borsato                | Dochters                          |
| 608    | 13 december  | Milow                        | Ayo technology                    |
| 609    | 20 december  | Rita Hovink & Gerard Joling  | Laat me alleen                    |
| 610    | 27 december  | Red!                         | Step into the light               |